# Santissima Trinità dei Pellegrini
Santissima Trinità dei Pellegrini ou Igreja da Santíssima Trindade dos Peregrinos é uma igreja no centro histórico de Roma, Itália, localizada no rione Regola e vizinha de outros importantes edifícios históricos, como o Palazzo Farnese, Palazzo Spada, a Ponte Sisto e a Via Giulia.

## História
Por volta de 1540, a pedido de São Filipe Néri, os membros leigos da ordem que fundou, os oratorianos, se reuniam na igreja de San Girolamo della Carità. Logo depois o papa Paulo III reconheceu o grupo com o nome de "Confraternità della Santissima Trinità dei Pellegrini e dei Convalescenti" ("Fraternidade da Santíssima Trindade dos Peregrinos e dos Enfermos"). Para o Jubileu de 1550, o grupo passou a hospedar peregrinos, principalmente os que vinham de terras distantes. Depois no Ano Santo, a associação passou a cuidar dos doentes entre os mais pobres, que eram dispensados pelos hospitais. Em 1558, papa Paulo IV atribuiu-lhes o uso perpétuo da igreja de San Benedetto in Arenula, que estava em péssimas condições. No ano seguinte, a fraternidade comprou a casa ao lado da igreja para ser utilizada como albergue-hospital. No Jubileu de 1575, a fraternidade hospedou mais de 180 000 peregrinos.
Finalmente os oratorianos decidiram demolir a velha igreja para construir uma nova. A pedra angular foi lançada em 26 de fevereiro de 1587 e a consagração se deu em 12 de julho de 1616, com dedicação à Santissima Trinità e San Benedetto. Nos séculos seguintes, a paróquia e os edifícios vizinhos continuaram a servir seu objetivo original de receber peregrinos e os pobres enfermos.
Em 2008, o papa Bento XVI encarregou a paróquia à Fraternidade Sacerdotal São Pedro (FSSP), uma sociedade de vida apostólica dedicada à celebração da Missa Tridentina.

## Arte e arquitetura

### Fachada
Em 1722, o comerciante piemontês Giovanni Battista de' Rossi encomendou a Giuseppe Sardi uma nova fachada com base no projeto de Francesco de' Sanctis. As estátuas de estuque na fachada foram completadas por Bernardino Ludovisi.

### Interior
A igreja tem uma planta no formato de uma cruz latina com oito capelas:
1. Capela do Crucifixo
2. Capela de São Filipe Néri: a peça-de-altar sobre o "Êxtase de São Filipe a visão da Madona com o Menino" (1853) foi pintada por Filippo Bigioli.
3. Capela de São João Batista de Rossi: dedicada antes à Anunciação, abriga, desde 1965, os restos deste. Os afrescos são de Giovanni Battista Ricci e as peças-de-altar, de Antonio Bianchini, representam "Jesus e um Santo" e "Filipe Néri coroa São João Batista de Rossi".
4. Capela de São Mateus: no transepto direito. A estátua no altar do Apóstolo Mateus foi esculpida por Jacob Cornelisz Cobaert.
5. Capela da Madona e Santos José e Bento": no braço esquerdo do transepto, atualmente dedicada à Nossa Senhora Auxiliadora (em latim: Auxilium christianorum). O já opaco afresco começa na parede externa do Palazzo Capranica, doado à confraternidade em 1558 pelo papa Paulo IV. A peça-de-altar, de Giambattista Ricci, e representa "Santos José e Bento de Núrsia".
6. Capela de São Gregório Magno: a igreja anterior, neste mesmo local, dependia da igreja de San Benedetto do mosteiro de São Gregório. A peça-de-altar é "Papa Gregório I libertando as almas do Purgatório", de Baldassarre Croce; é dele também os afrescos nas paredes.
7. Capela de Santo Agostinho e São Francisco de Assis> a peça-de-altar representa a "Virgem com Santos Francisco e Agostinho", de Cavalier d'Arpino.
8. Capela de São Carlos Borromeo: a peça-de-altar, "Madona com o Menino e os Santos Carlos Borromeo, São Domingos de Gusmão, São Filipe Néri e São Félix de Cantalice", foi pintada por Guilherme Courtois, "il Borgognone.

O transepto e o altar-mor foram projetados por Martino Longhi, o Velho e Giovanni Paolo Maggi. Os afrescos da nave foram originalmente pintados por Raffaele Ferrara em 1853. A cúpula (1612) foi projetada por Giovanni Battista Contini e decorada em mármore multicolorido. por Valadier. Os pendículos estão pintados com afrescos dos "Quatro Evangelistas", obra de Giovanni Battista Ricci e, finalmente, o interior da cúpula abriga um afresco chamado "Deus Pai" por Guido Reni.

### Abside
O altar-mor tem quatro colunas feitas de mármore negro africano e foi concluído em 1616 com base em desenhos de Domenico Pozzi. A peça-de-altar é uma "Santíssima Trindade" (1625), uma obra prima de Guido Reni. A obra foi encomendada pelo cardeal Ludovico Ludovisi, sobrinho do papa Gregório XV.

## Galeria

Imagens da igreja
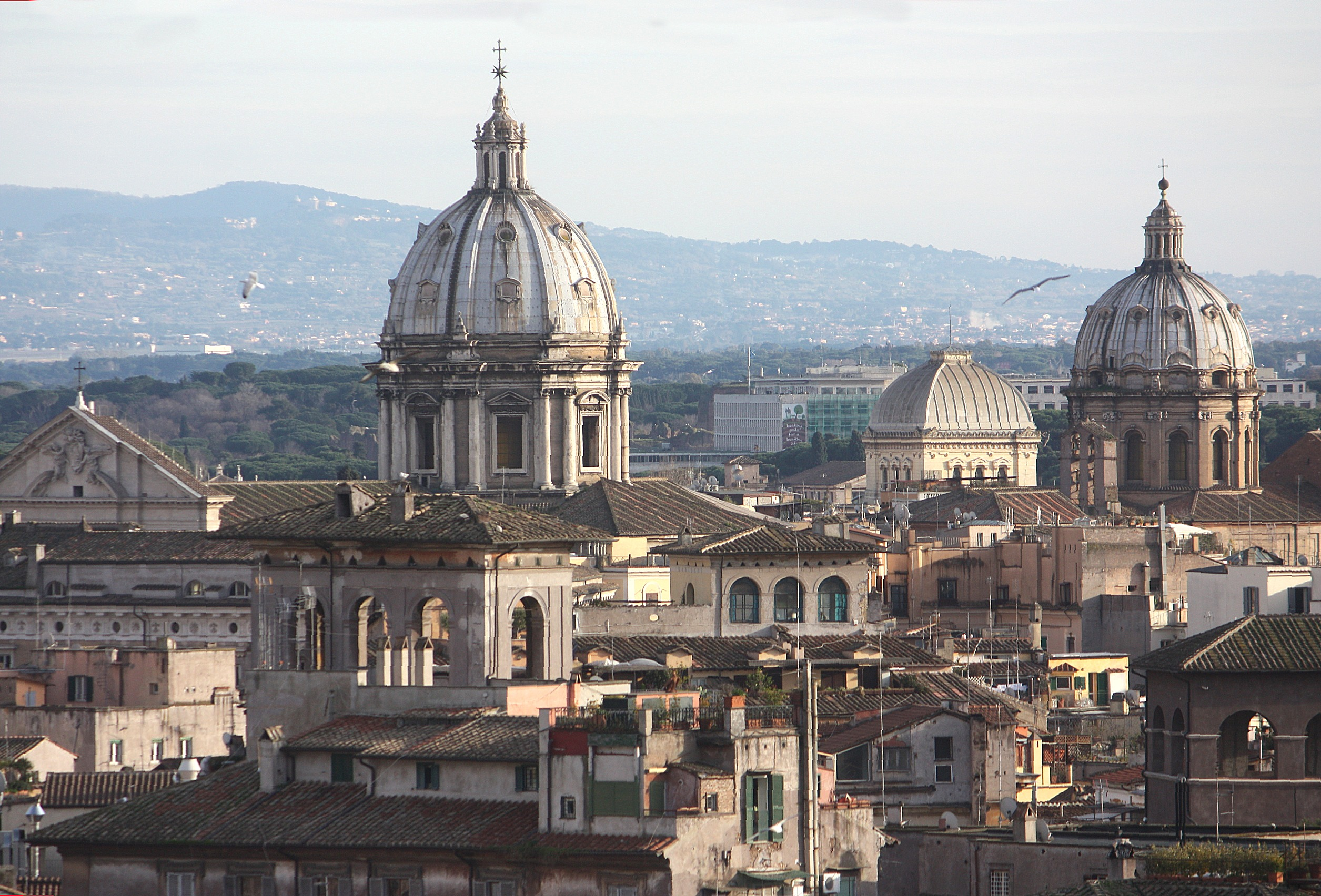
Vista a partir do Castel Sant'Angelo: Sant'Andrea della Valle e Santissima Trinità dei Pellegrini
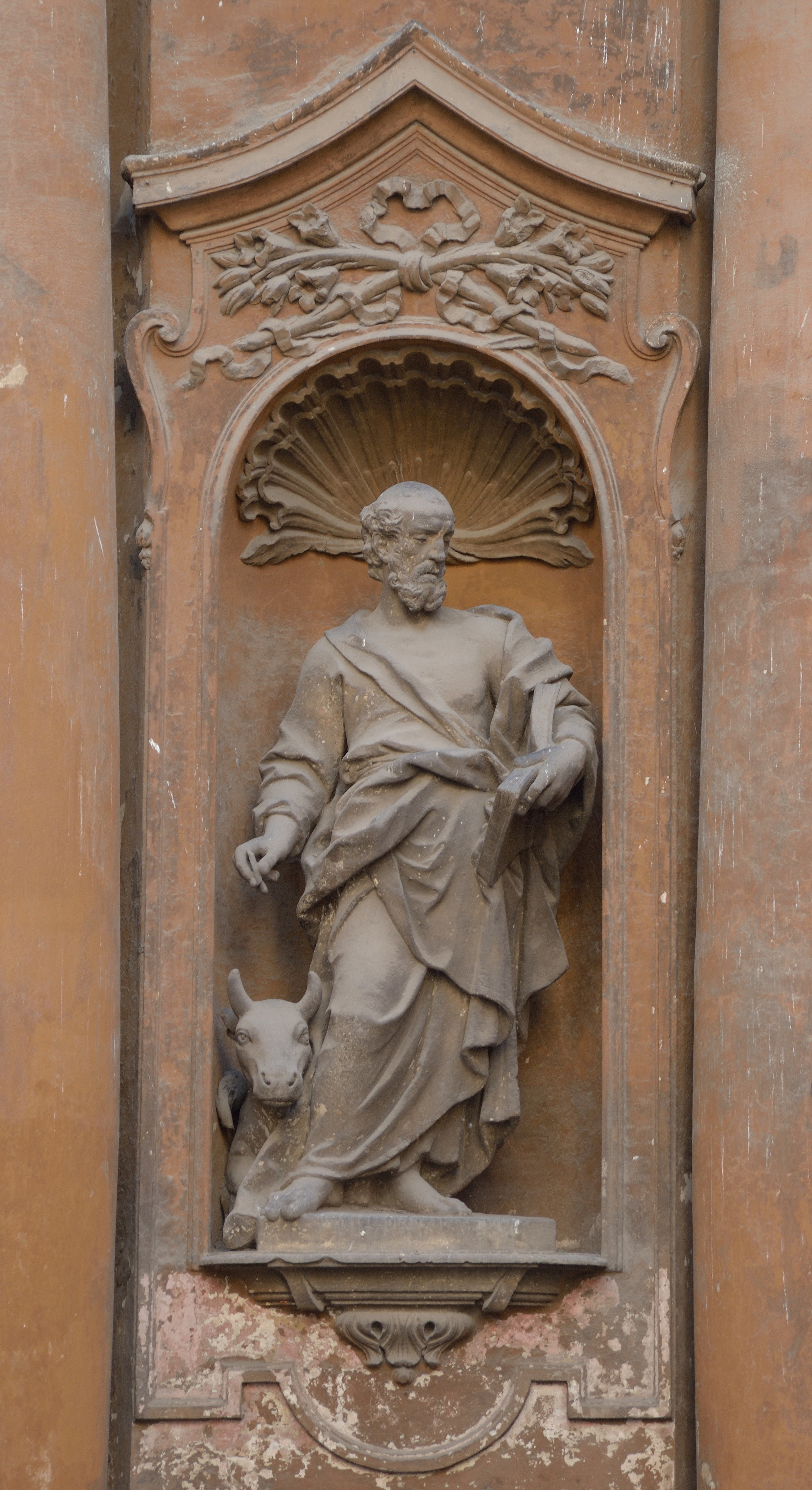
Estátua de São Lucas na fachada
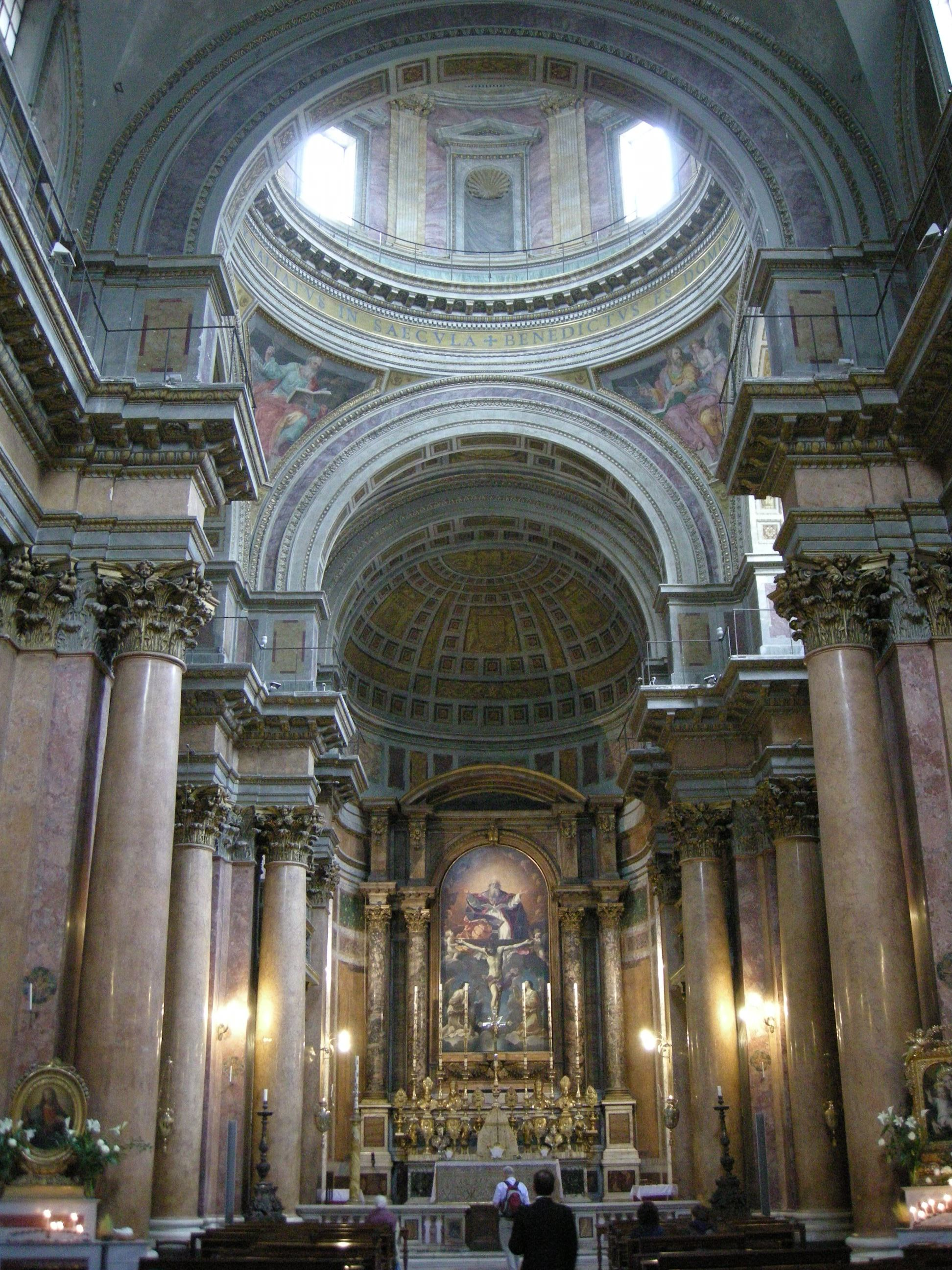
Vista do interior
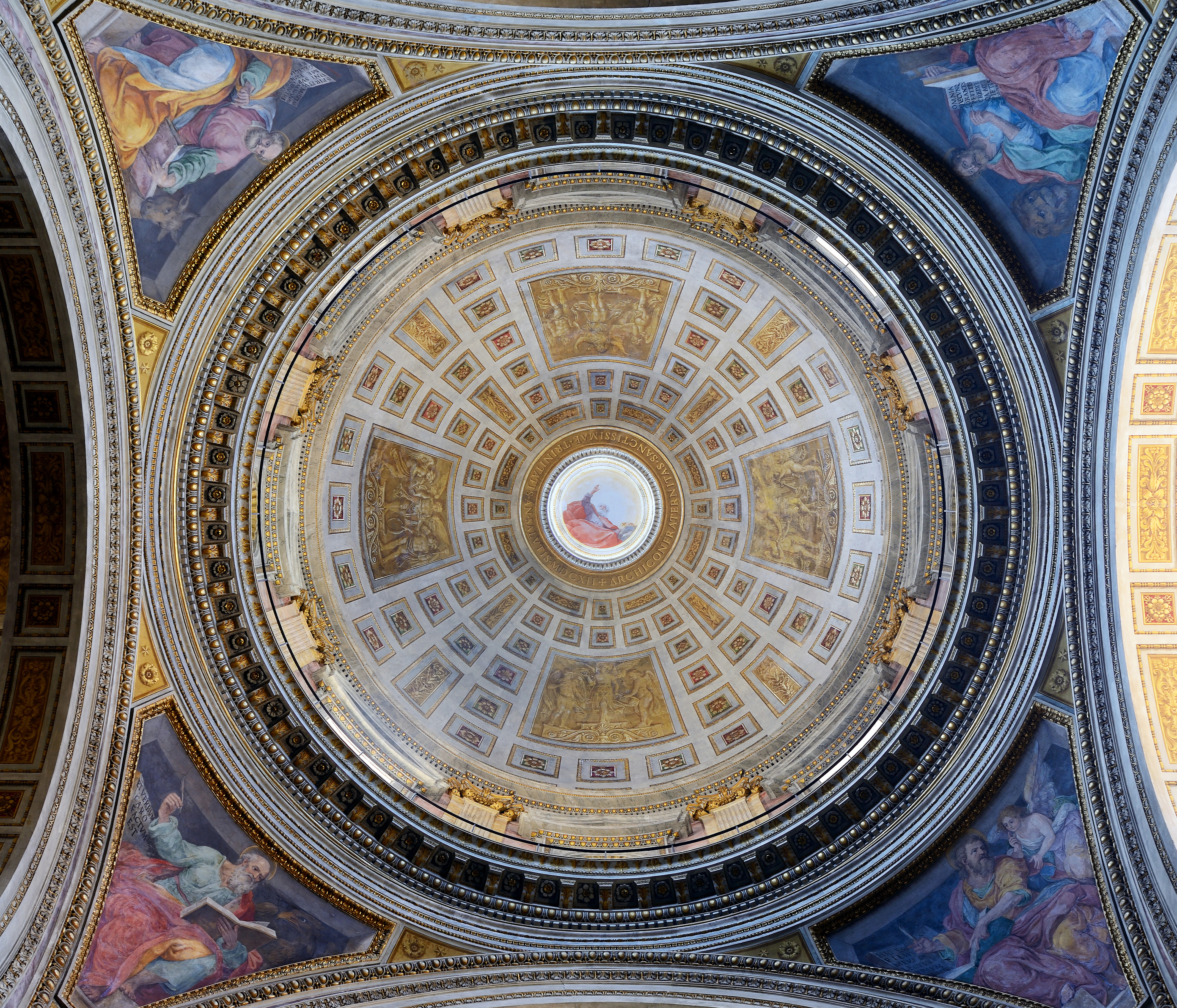
Interior da cúpula
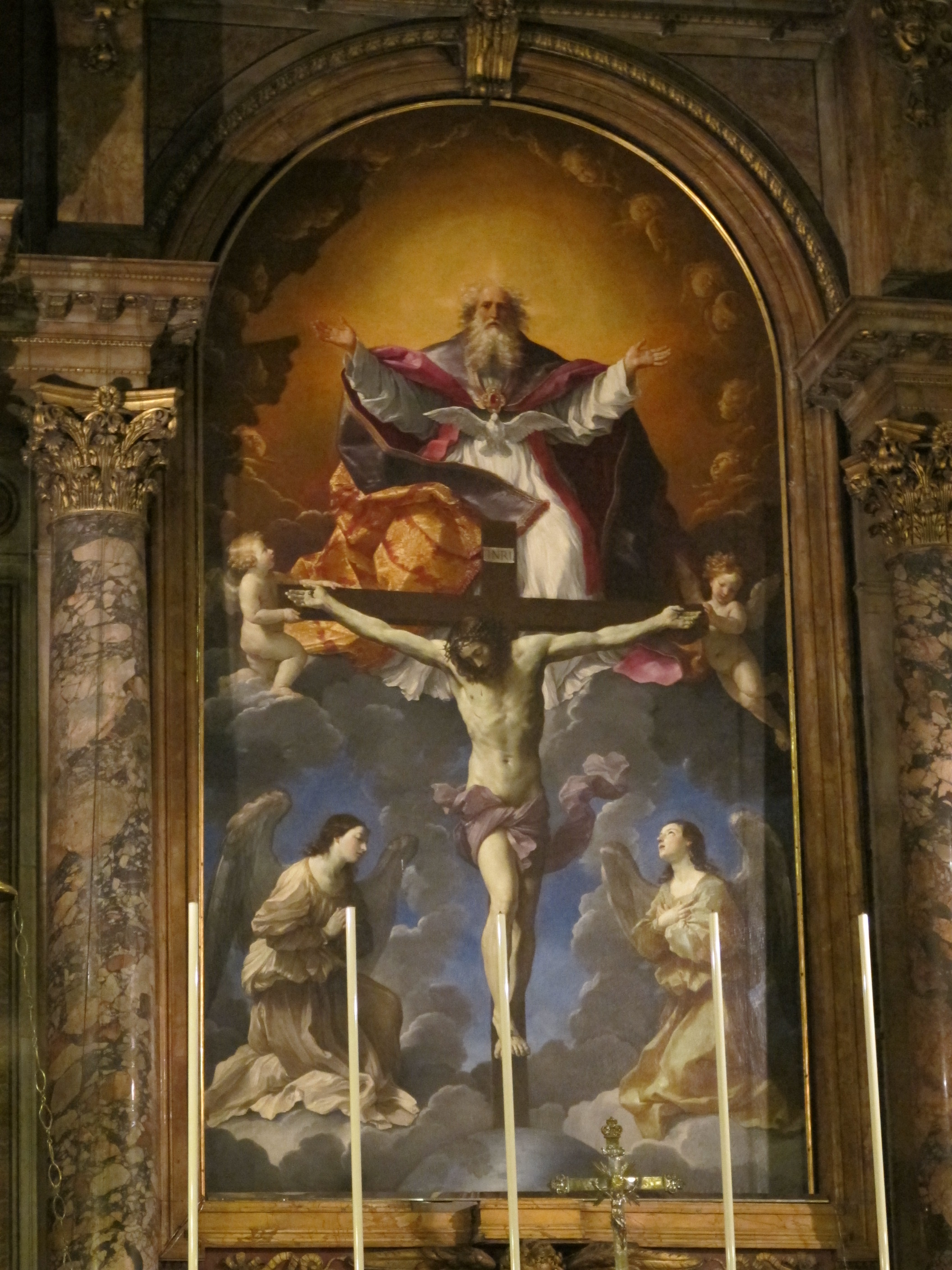
"Santíssima Trindade", de Guido Reni